# Natasha Kai
Natasha Kanani Janine Kai (* 22. Mai 1983 in Kahuku, Hawaii) ist eine US-amerikanische Fußballspielerin.

## Karriere

### Verein
Von 2002 bis 2005 studierte Kai an der University of Hawaiʻi und spielte für die dortige College-Mannschaft Hawaii Rainbow Wahine. In den Jahren 2002, 2003 und 2005 wurde sie zur besten Spielerin der WAC ernannt. Insgesamt erzielte sie 73 Tore in 72 Spielen.
Am 16. September 2008 wechselte sie zum Sky Blue FC in die damals neu gegründete Women’s Professional Soccer. Sie hatte großen Anteil am Gewinn der Meisterschaft in der Saison 2009. In der Saison 2011 spielte Kai für Philadelphia Independence, in der Folge wurde die WPS nach nur drei Saisons aufgelöst.
Anfang 2013 stand Kai kurzzeitig im Aufgebot der Washington Spirit in der neugegründeten National Women’s Soccer League, absolvierte jedoch kein Ligaspiel. Im Januar 2016 unterschrieb sie nach einer mehrjährigen Karrierepause bei der NWSL-Franchise des Sky Blue FC, wo sie bis Saisonende 2017 aktiv war.

### Nationalmannschaft
Kai war von 2006 bis 2011 Mitglied der US-Nationalmannschaft und nahm mit dieser siegreich an den Olympischen Sommerspielen 2008 in Peking teil.

## Erfolge
- 2008: Gewinn des Algarve-Cup
- 2008: Olympiasieger
- 2009: Gewinn der WPS-Meisterschaft (Sky Blue FC)